# William F. Raynolds
William Franklin Raynolds (Canton, 17 de marzo de 1820 - Detroit, 18 de octubre de 1894) fue un explorador, ingeniero y Oficial del Ejército de los Estados Unidos que sirvió en la guerra mexicano-estadounidense y en la guerra civil estadounidense. Se le conoce sobre todo por haber dirigido la Expedición Raynolds de 1859-60 cuando era miembro del Cuerpo de Ingenieros Topográficos del Ejército de los Estados Unidos.

## Biografía
Durante la década de 1850 y tras su participación en la Guerra Civil, Raynolds se desempeñó ingeniero en jefe en numerosos proyectos de construcción de faros. Supervisó proyectos de dragadado de ríos y puertos para mejorar la accesibilidad y la navegación. Como cartógrafo, inspeccionó y cartografió las islas y costas de los Grandes Lagos y otras regiones. Al menos seis faros cuya construcción supervisó siguen todavía en pie y varios de ellos figuran en el Registro Nacional de Lugares Históricos.
En 1848, durante la ocupación estadounidense de México después de la guerra entre ambos países, Raynolds y otros miembros del ejército estadounidense fueron los primeros confirmados en alcanzar la cima del Pico de Orizaba, la montaña más alta de México, y establecieron inadvertidamente lo que puede haber sido un récord de altitud alpina estadounidense en los siguientes cincuenta años.
En 1859 se puso al frente de la primera expedición patrocinada por el gobierno que se aventuró en la región superior de Yellowstone, que más tarde se convertiría en el reconocido parque nacional natural. La pesada capa de nieve invernal en la cordillera Absaroka de Wyoming impidió a la expedición llegar a la meseta de Yellowstone, lo que les obligó a desviarse hacia el sur y cruzar el paso de Union en el extremo norte de la cordillera Wind River. Tras superar el paso, la expedición entró en Jackson Hole y estudió la cordillera del Teton, que ahora se encuentra en el parque nacional del Grand Teton.
Durante la Guerra Civil, Raynolds participó en la Batalla de Cross Keys durante la Campaña de Jackson's Valley de 1862 y un año después estuvo a cargo de las fortificaciones en la defensa del arsenal militar de Harpers Ferry, Virginia Occidental. El 13 de marzo de 1865 fue nombrado general de brigada por sus meritorios servicios durante la Guerra Civil. Raynolds se retiró del ejército el 17 de marzo de 1884, con el rango permanente de coronel.
Fue elegido miembro de la Sociedad Filosófica Americana en 1867. Falleció el 18 de octubre de 1894 en Detroit.